# Cerkiew św. Aleksandry w Stanisławowie
Cerkiew św. Aleksandry – prawosławna cerkiew parafialna w Stanisławowie. Należy do dekanatu Warszawa diecezji warszawsko-bielskiej Polskiego Autokefalicznego Kościoła Prawosławnego.
Pierwsza cerkiew w Stanisławowie została wzniesiona w latach 1844–1846 dla sprowadzonych w poprzednim dziesięcioleciu prawosławnych osadników z guberni pskowskiej, osiedlonych z inicjatywy władz rosyjskich w polskich wsiach sąsiadujących z rozbudowywaną po powstaniu listopadowym twierdzą w Modlinie. Pięciokopułową ceglaną świątynię zaprojektował Jakub Gay. Świątynia ta funkcjonowała do 1915, gdy prawosławna ludność została ewakuowana w głąb Rosji. Opuszczona cerkiew poniosła znaczne straty podczas walk o twierdzę Modlin i została w dwudziestoleciu międzywojennym rozebrana. Z materiału budowlanego pozostałego po obiekcie wzniesiono na jego miejscu nową, mniejszą i skromniejszą świątynię prawosławną. Znalazły się w niej ikonostas i ikony z rozebranego soboru św. Jerzego w Modlinie.
W czasie II wojny światowej cerkiew ponownie została poważnie uszkodzona, a po zakończeniu działań wojennych większość miejscowych parafian pod przymusem wyjechała do ZSRR. Budynek przywrócono do użytku liturgicznego na początku lat 90. XX wieku, wcześniej nabożeństwa odbywały się w zaadaptowanym pomieszczeniu na plebanii. W 2016 zakończono kolejny remont cerkwi połączony z budową i pozłoceniem nowych kopuł.
Cerkiew znajduje się przy głównej ulicy Stanisławowa, na obszernej działce budowlanej, w granicach której znajduje się również budynek Prawosławnego Domu Opieki „Betania”. Wejście na teren cerkiewny znajduje się od strony południowej, od ulicy. W obrębie cerkiewnego gruntu zachowana została dawna brama w murze otaczającym świątynię (już nieistniejącym) oraz prowadzący do niej szpaler krzewów od strony północnej.

## Historia

### Pierwsza cerkiew w Stanisławowie
Cerkiew w Stanisławowie (ówcześnie kolonii Aleksandryjskiej) została zbudowana w latach 1844–1846 z przeznaczeniem dla ludności rosyjskiej wyznania prawosławnego sprowadzonej z inicjatywy namiestnika Królestwa Polskiego Iwana Paskiewicza do wsi sąsiadujących z rozbudowywaną twierdzą w Modlinie (ówcześnie Nowogieorgijewsku). Na gruntach zakupionych od polskich ziemian lub pozyskanych drogą wymiany zorganizowano wówczas trzy kolonie rosyjskie: Kosewkę, Szczypiorną i Aleksandryjską. Ponadto na części dóbr Góra, które skarb państwa rosyjskiego w 1839 również uzyskał poprzez wymianę, powstała kolonia Konstantynowka, zaś na gruntach rządowych założona została kolonia Zakroczymska. W koloniach wzniesiono 74 zagrody, co pozwala domniemywać, że łącznie zamieszkało w nich tyle samo chłopskich rodzin prawosławnych. Liczbę niższą, 60 rodzin, podał wieloletni proboszcz parafii św. Aleksandry ks. Wasilij Torski. Osadnicy pochodzili z guberni pskowskiej. Oficjalnie wskazywano, że wszyscy oni byli „naturalnymi Wielkorusami”. Równocześnie jednak ks. Torski zapisał w swoim szkicu historii cerkwi, że obok języka rosyjskiego władali językiem estońskim (czuchońskim). Pozwala to domniemywać, że ludzie ci pochodzili z ludu Seto. Z kolei część mieszkańców Konstantynowki już wcześniej zamieszkiwała na terenie Królestwa Polskiego. Byli to rosyjscy kupcy, prawosławni lub staroobrzędowcy (do 1869 przeszli do Rosyjskiego Kościoła Prawosławnego).
Początkowo rosyjscy osadnicy mieli uczęszczać do soboru św. Jerzego na terenie twierdzy, faktycznie jednak nie czynili tego. Dlatego już w 1840 podczas wizyty cara Mikołaja I w Warszawie, nawet bez konsultacji z prawosławnym biskupem warszawskim Antonim, władze rosyjskie podjęły decyzję o budowie odrębnej cerkwi. Projekt budynku wykonał Jan Jakub Gay. Uroczyste położenie kamienia węgielnego pod budowę świątyni miało miejsce 10 maja 1844, zaś 29 sierpnia (według innego autora – września) 1846 odbyło się poświęcenie gotowego budynku, czego dokonał dziekan dekanatu warszawskiego ks. Teofil (Fieofil) Nowicki. Cerkiew była budowlą ceglaną, pięciokopułową. Łączny koszt jej wzniesienia wyniósł 30 228 rubli. Łączną liczbę wiernych uczęszczających do świątyni szacowano na ok. 400 osób. W 1853 spadła ona do 354 osób. Cerkiew otrzymywała stałe wsparcie rosyjskiego skarbu państwa w wysokości 100 rubli rocznie (nie licząc uposażenia duchownych i psalmisty). Od 1849 przy cerkwi w kolonii Aleksandryjskiej działała szkoła parafialna.
W 1885 liczbę uczęszczających do świątyni szacowano na 607 osób. Wzrost liczby mieszkańców związany był z drugą kolonizacją rosyjską w okolicach Modlina, zorganizowaną przez władze w 1875. W końcu XIX w. w koloniach rosyjskich przebywało blisko 1100 osób. W 1884 cerkiew odwiedził car Aleksander III. Wizytę cara, powracającego ze spotkania z cesarzami Prus i Austrii w Skierniewicach, upamiętniono specjalną tablicą.
Cerkiew została udekorowana freskami wykonanymi przez ikonografów z Chołuja w 1900. W 1907 liczba wiernych uczęszczających do świątyni powiększyła się do 1305 osób.
Do 1915 cerkiew w Stanisławowie kilkakrotnie odwiedzali biskupi warszawscy (m.in. Leoncjusz i Flawian), którzy mieli swoją rezydencję letnią w pałacu w Górze (dawnej należącym do rodziny Poniatowskich).

### Zniszczenie pierwszej cerkwi w Stanisławowie i budowa nowej

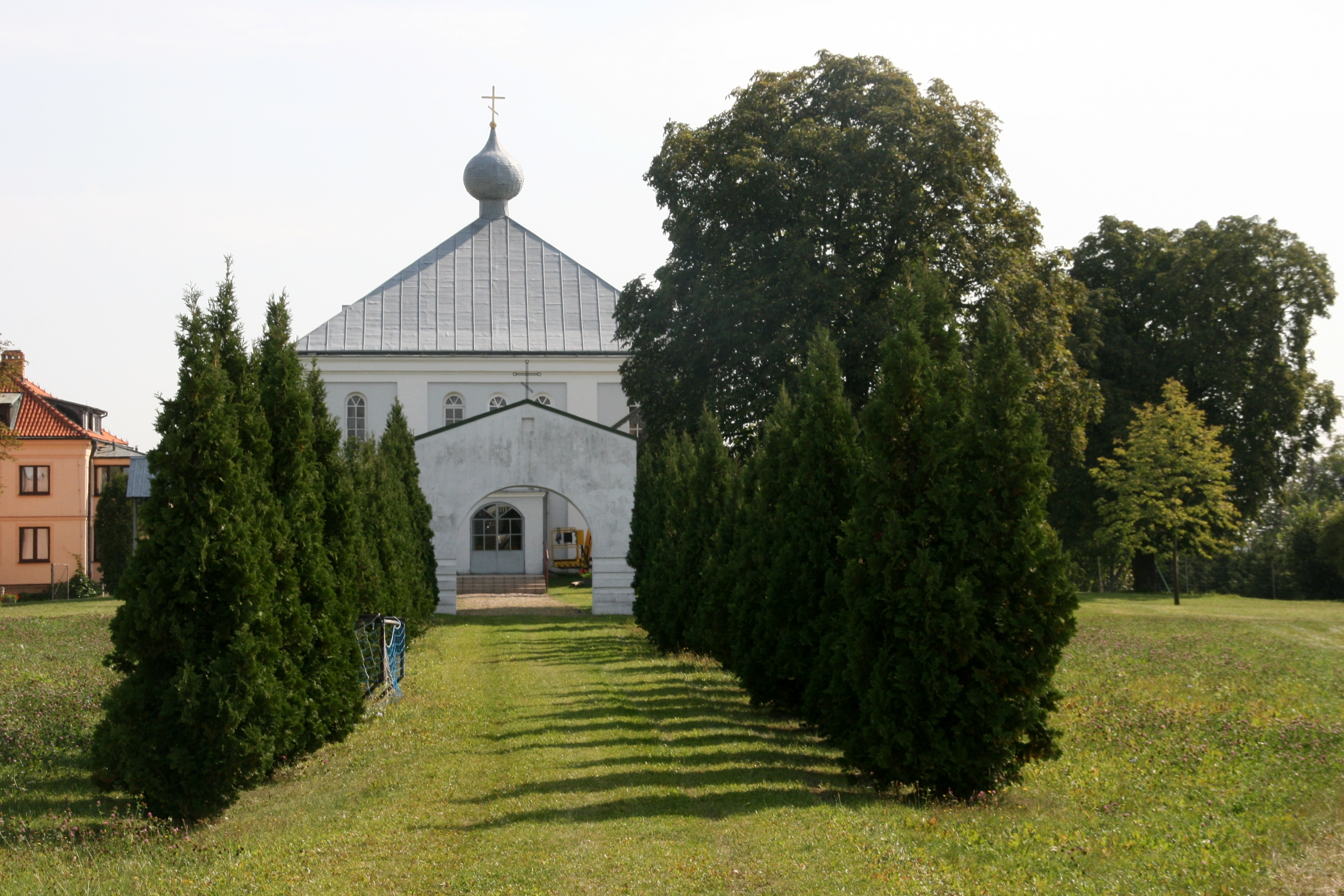
Cerkiew w Stanisławowie przed remontem i budową bocznych kopuł. Widoczny szpaler krzewów dawniej wyznaczający drogę do cerkwi

W 1915 mieszkańcy rosyjskich kolonii na Mazowszu zostali ewakuowani w głąb Rosji. W związku z tym działalność miejscowej parafii zamarła. W sierpniu tego samego roku, podczas niemieckiego oblężenia twierdzy Modlin, na skutek ostrzału artyleryjskiego, budowla została poważnie uszkodzona. W cerkiew uderzyły dwa pociski. Jeden uszkodził dzwonnicę i kopułę, drugi wpadł do pomieszczenia ołtarzowego, ale nie wybuchł.
W okresie międzywojennym cerkiew nie posiadała statusu świątyni parafialnej, o co Polski Autokefaliczny Kościół Prawosławny starał się od 1922. Ministerstwo Wyznań Religijnych i Oświecenia Publicznego rozważało możliwość uznania jej za filię soboru św. Marii Magdaleny w Warszawie, ostatecznie jednak w 1927 zgodziło się jedynie na otwarcie kaplicy w domu parafialnym bez nadania takiego statusu. Nabożeństwa w świątyni odprawiał kapłan dojeżdżający z Warszawy. 
Zrujnowany budynek został w 1935 rozebrany. Zachowano jedynie filary, które wykorzystano przy budowie nowej świątyni, mniejszej od poprzedniej, zaprojektowanej przez Bogdana Lewandowskiego. Nowa cerkiew, być może z uwagi na nieprzychylny stosunek władz polskich do inwestycji, posiadała już tylko jedną kopułę, a nie, jak poprzedniczka, pięć. Za zgodą parafii nowa świątynia była mniejsza od poprzedniej, a część materiału budowlanego po rozbiórce ruin starszej cerkwi przekazano na budowę szkoły w Pomiechówku. Aleksander Sosna i Piotr Rajecki podają, że świątynię ukończono w 1938, natomiast według Andrzeja Woźniaka jej konsekracja odbyła się cztery lata wcześniej. W tym czasie do cerkwi uczęszczało ok. 500 osób.
Do nowej świątyni przeniesiono elementy wyposażenia z soboru w Modlinie, który w ramach rewindykacji prawosławnych obiektów sakralnych został po I wojnie światowej rozebrany.

### W czasie II wojny światowej i po niej
Podczas II wojny światowej cerkiew w Stanisławowie po raz kolejny poniosła znaczące straty. Ponownie obiekt został trafiony pociskiem, który przebił ścianę frontową, zniszczeniu uległy również drzwi do cerkwi, zaś ramy okienne zostały wyrwane. Odłamki uszkodziły dach.
Po 1945 prawosławna ludność pochodzenia rosyjskiego (w znacznej mierze już spolonizowana) została przez NKWD wywieziona do ZSRR. W rezultacie liczba parafian spadła do 120 (dane z początku lat 50. XX wieku). Do ZSRR wyjechał proboszcz parafii Teodor Rakiecki, ponadto parafianie zabrali ze sobą część cennego wyposażenia świątyni. Nabożeństwa w cerkwi w kolejnych latach odprawiali duchowni z Warszawy. Jeszcze w kolejnym dziesięcioleciu na nabożeństwach w świątyni gromadziła się znaczna grupa wiernych, następnie jednak na skutek migracji do miast i małżeństw mieszanych liczba uczęszczających do cerkwi spadła do tego stopnia, że została ona zamknięta. Drugą przyczyną zamknięcia budynku był zły stan techniczny, nadal bowiem istniała parafia, zaś nabożeństwa odbywały się w zaadaptowanym pomieszczeniu na plebanii. Świątynię częściowo odremontowano w latach 60. XX wieku.
W 1991, po powstaniu Prawosławnego Domu Opieki „Betania” w sąsiedztwie świątyni, cerkiew została odremontowana i ponownie otwarta. Liczbę uczęszczających do niej szacowano na początku XXI w. na 35 osób (9 rodzin), oprócz tego w nabożeństwach w świątyni uczestniczą prawosławni mieszkańcy domu opieki. Osób pochodzenia rosyjskiego, wyznania prawosławnego, jest w sąsiednich wsiach więcej, jednak nie przychodzą one na nabożeństwa do cerkwi.
Świątynię wpisano do rejestru zabytków 12 kwietnia 1962 pod nr 1106/677/62.
W 1996 Świętą Liturgię w obiekcie sprawował metropolita warszawski i całej Polski Bazyli. Z kolei w 2001 w świątyni gościł patriarcha aleksandryjski Piotr VII razem z metropolitą warszawskim i całej Polski Sawą oraz arcybiskupem wrocławskim i szczecińskim Jeremiaszem. W tym samym roku rozpoczęto remont całego budynku. Wymieniono wówczas dach, pokrywając go blachą cynkową, zabezpieczono fundamenty i odmalowano fasadę obiektu. W czasie prac odnalezione zostały elementy tynku i szczątki fresków pochodzących ze starszej cerkwi. Odremontowano również bramę, wzniesioną razem z pierwotną świątynią, w przeszłości prowadzącą na teren cerkwi. W sierpniu 2014 poświęcono krzyże, które zostały umieszczone na cerkiewnych kopułach. Ostatecznie remont cerkwi ukończono w 2016. Konsekracja świątyni odbyła się 15 maja 2016; uroczystości przewodził metropolita warszawski i całej Polski Sawa w asyście biskupa siemiatyckiego Jerzego oraz arcybiskupa włodzimiersko-wołyńskiego i kowelskiego Włodzimierza (Ukraiński Kościół Prawosławny Patriarchatu Moskiewskiego). Tego samego dnia w cerkiewnym ołtarzu umieszczono relikwie Świętych Młodzieńców Betlejemskich.
Cerkiew w Stanisławowie jest jedyną na Mazowszu wiejską świątynią prawosławną.

#### Ikona wydzielająca wonny olej
10 maja 2017, w święto Prepołowienija (połowy okresu Pięćdziesiątnicy) odkryto wydzielanie wonnego oleju przez ikonę Zmartwychwstania Pańskiego, poświęconą w bazylice Grobu Pańskiego i przywiezioną w 2016 wraz ze Świętym Ogniem jako dar dla cerkwi w Stanisławowie. Po stwierdzeniu występowania tego zjawiska przez trójosobową komisję pod przewodnictwem metropolity Sawy, wprowadzono codzienne czytanie przed ikoną akatystu ku czci Zmartwychwstania Pańskiego.

## Architektura
Pierwsza cerkiew w Stanisławowie wzniesiona została na planie kwadratu, łącznie zajmowała powierzchnię ok. 640 m². Była to budowla pięciokopułowa, ceglana, tynkowana. Tynk ułożono w taki sposób, by cerkiew wyglądała na budowlę kamienną. W jej architekturze widoczne były elementy neoromańskie (gzymsy, okna, portale). Dzwonnica cerkiewna była budowlą wolno stojącą.

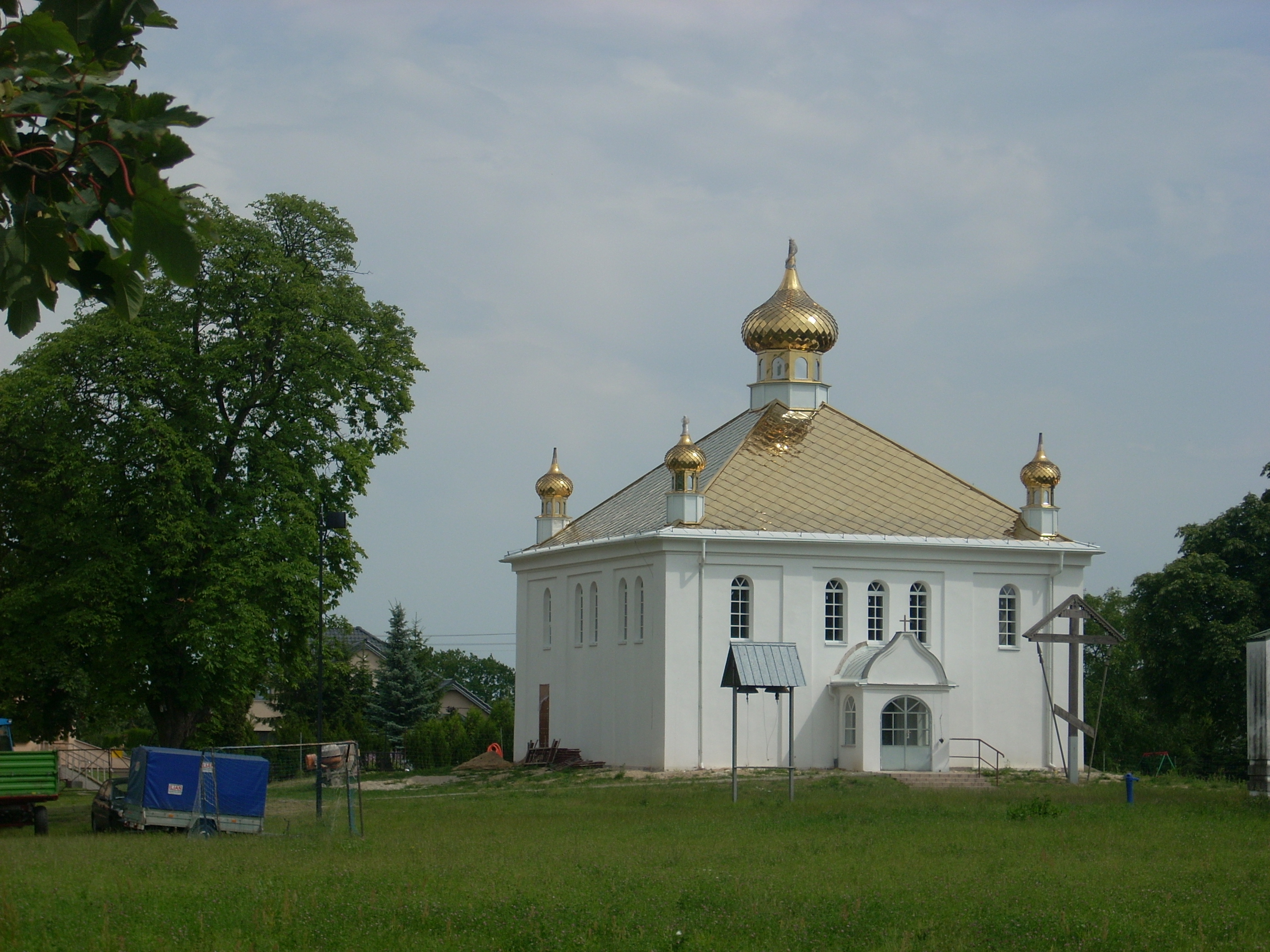
Cerkiew św. Aleksandry w trakcie budowy i pozłacania nowych kopuł (lato 2014); bezpośrednio przed cerkwią prowizoryczna dzwonnica i krzyż

Druga cerkiew jest mniejsza od poprzedniej. Również wzniesiono ją na planie kwadratu, tym razem jednak jedynie o boku 13 metrów. Świątynia nie posiada ponadto dzwonnicy (chociaż projekt Bogdana Lewandowskiego ją uwzględniał). Obiekt posiadał jedną kopułę. W 2016 ukończono prace przy wznoszeniu kopuł bocznych, co częściowo przywraca cerkwi dawny wygląd.

### Wystrój wnętrza

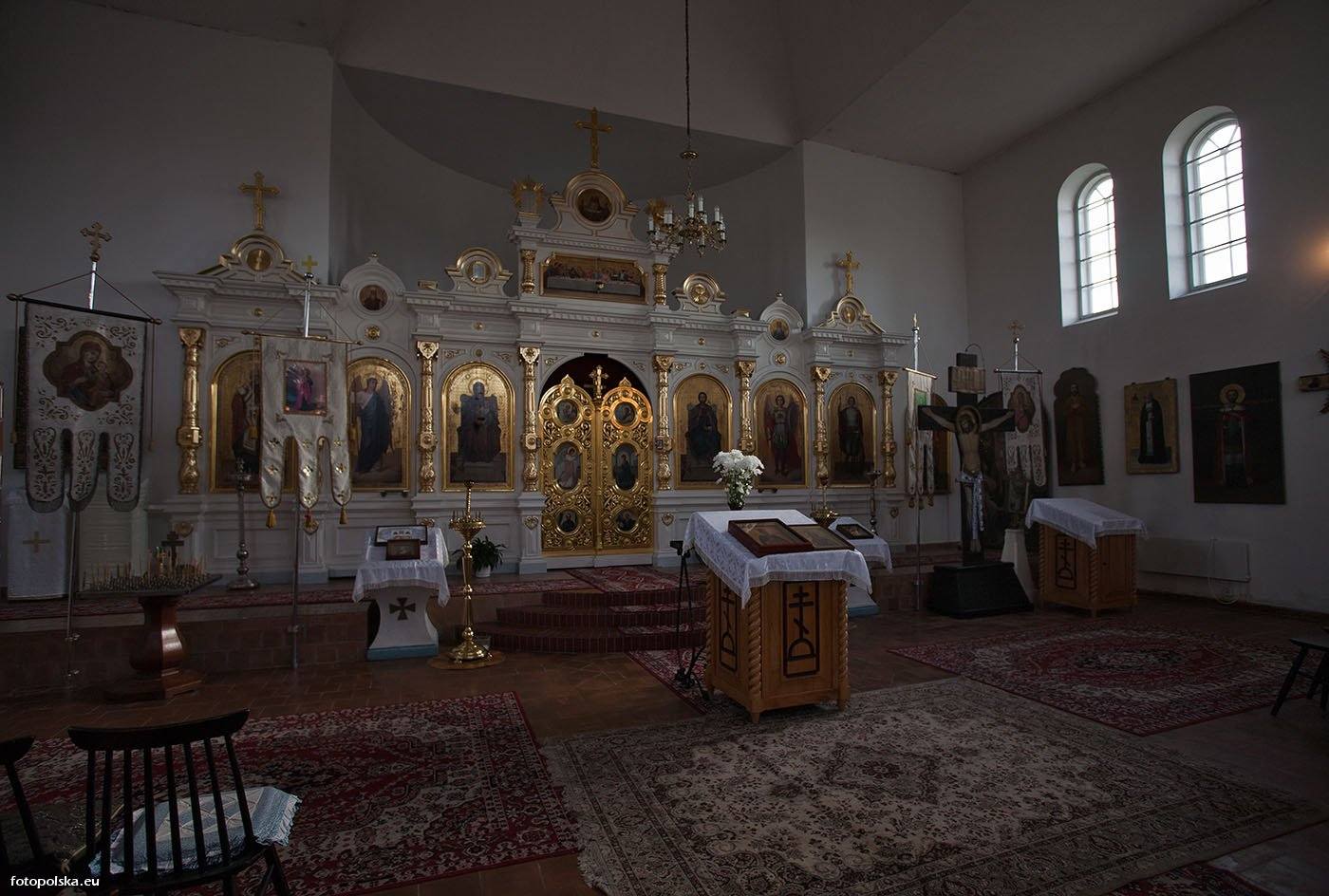
Wnętrze cerkwi

W cerkwi w Stanisławowie znajduje się jednorzędowy ikonostas z rozebranego soboru w Modlinie, powstały w połowie XIX wieku. W ikonostasie znajdują się, patrząc od lewej strony, wizerunki św. Mikołaja, archanioła Gabriela, Matki Bożej, Chrystusa, archanioła Michała oraz św. Jerzego Zwycięzcy. Nad królewskimi wrotami, na których tradycyjnie znajduje się scena Zwiastowania oraz wizerunki Ewangelistów, umieszczono ikonę Ostatniej Wieczerzy oraz zwieńczenie z mniejszą ikoną i krzyżem. Pierwotnie ikonostas posiadał w dolnym rzędzie jeszcze inne ikony (sobór św. Jerzego w Modlinie był większy od stanisławowskiej cerkwi). Nieznane są natomiast losy ikonostasu, który znajdował się w cerkwi w Stanisławowie bezpośrednio po jej poświęceniu.
XIX-wieczne są również pozostające na wyposażeniu świątyni ikony Trójcy Świętej, kopia Smoleńskiej Ikony Matki Bożej oraz Ikony Matki Bożej „Cierpiąca”, a ponadto krzyż procesyjny. Główna ikona patronalna, przedstawiająca św. Aleksandrę Cesarzową i Męczennicę, powstała w XXI wieku. W cerkwi przechowywana jest również mniejsza i starsza ikona patronki obiektu, pochodząca z pierwszej świątyni stanisławowskiej. W 1993 z cerkwi skradziono ikonę Chrystusa z Ewangelią.

### Fotografie pierwszej cerkwi
- Cerkiew św. Męczennicy Cesarzowej Aleksandry